# 孟买地理
孟买是印度人口最多的大都市，位于印度马哈拉施特拉邦西海岸外的撒尔塞特岛，濒临阿拉伯海。面积为437.77平方千米。

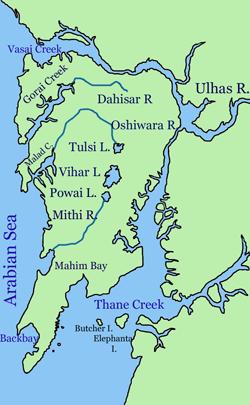
孟买的水系

## 山丘
孟买大部分地方的平均海拔为10到15米。孟买的北部地形起伏，该市的最高点高450米。
起初的孟买七岛由22座小山组成，其中大部分现已夷为平地，山石用来将岛屿连接起来。今天还存在的小山有：
- 马拉巴尔山 — 该市的最高峰
- Cumbala 山
- Antop 山
- Sewri 山
- Gilbert 山
- Worli 山
- Pali 山

在孟买市边界以内有3座山脉。Ghatkopar 山脉邻近Ghatkopar车站。这座山脉与中央铁路平行，山上是贫民窟。在季风季节，山崩相当常见。Trombay山脉占据了该市东部Trombaydeg很大一部分，最高峰海拔302米。
Powai 山脉位于该市的北部，大部分属于Borivali国家公园。山中有 Vihar 湖和Tulsi 湖。大都会区的最高点就位于此区域，有450米高。

## 湖泊
孟买有3个湖泊，（其饮用水源由5个湖泊供应，另外2个位于都会区界限以外），这3个湖泊中又有2个（ Vihar 湖和Tulsi 湖）位于桑贾伊·甘地国家公园内，Powai 湖则在前2个湖以南。

## 港湾

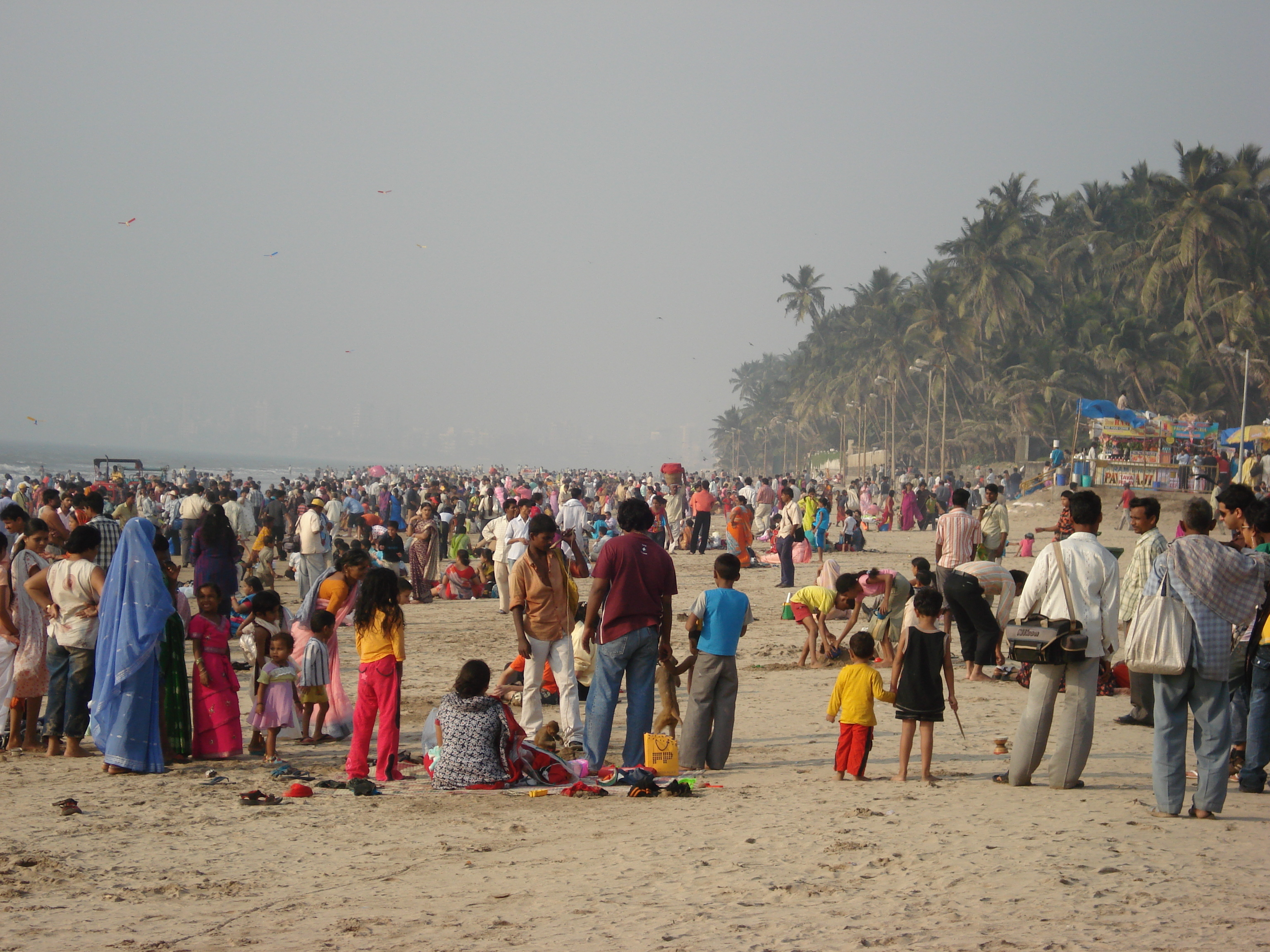
孟买海滩，2006年

后湾是该市最大的海湾。其海岸线呈C字形，长4公里，
该市的海岸线非常曲折，呈锯齿状，因此拥有众多的港湾。在撒尔塞特岛的东海岸，被大片的红树林沼泽所覆盖，拥有极其丰富的生物多样性。在西海岸有2个海滩，称为珠湖海滩和焦伯蒂海滩。

## 河流
孟买市内还有3条小型河流，都发源于国家公园。
- Mithi 河
- Oshiwara 河
- Dahisar 河

由于靠近海洋，覆盖市区的土壤以沙土为主。在郊区，覆盖的土壤则主要是冲击土，相当肥沃。该地区的地下岩石由黑色德干 玄武岩组成，其酸碱度可以追溯到白垩纪晚期和第三纪早期的地质时代。孟买位于地震活跃带 owing to the presence of 3 fault lines 在附近。该地区被归类为Zone III region，意味着也许会爆发一场震级为里氏6.5级的地震。
孟买在印度被归类为大都会，在大孟买自治市的管理之下，下设两个独立的区— 市区和郊区，分别作为马哈拉施特拉邦2个单独的区。市区通常又称为岛城.